# Regine Hentschel
Regine Hentschel (* 23. September 1964 in Berlin) ist eine deutsche Schauspielerin.

## Leben und Werk
Regine Hentschel absolvierte von 1986 bis 1990 eine Ausbildung zur Diplom-Sozialarbeiterin und Pädagogin an der Evangelischen Fachhochschule in Berlin. Daneben begann sie – ebenfalls in Berlin – 1988 eine private Schauspielausbildung, die sie 1990 vorzeitig mit Erhalt der Bühnenreifeprüfung beendete. Diese Ausbildung umfasste neben dem Schauspieltraining auch Tanztheater und Pantomime, Gesang sowie Stimm-, Sprech- und Atemtherapie. Es folgten weitere Bildungsgänge in Gesang (Stimmlage Mezzosopran) und Improvisationstheater.
Stationen ihrer Bühnenlaufbahn waren unter anderem Stuttgart (Staatstheater und Altes Schauspielhaus), München (Bayerisches Staatsschauspiel und Komödie im Bayerischen Hof), Hamburg (Deutsches Schauspielhaus und Kampnagel) und Berlin (Theater des Westens und Kammerspiele). Sie spielte dabei in Stücken wie Acht Frauen von Robert Thomas, Brechts Dreigroschenoper, Hexenjagd von Arthur Miller und Der Sturm von William Shakespeare, wobei sie mit bekannten Regisseuren wie Wilfried Minks, Jérôme Savary und Peter Zadek arbeitete. 1998 erhielt Hentschel eine Nominierung als beste Nachwuchsschauspielerin durch die Zeitschrift Theater heute.
Vor der Fernsehkamera debütierte Regine Hentschel im Jahr 2000 in dem Kurzfilm Hartes Brot, der mit dem First Steps Award in der Kategorie „Kurz- oder Animationsfilm bis 25 Minuten“ ausgezeichnet wurde. Es folgten Episodenrollen in bekannten Serien wie Großstadtrevier, Notruf Hafenkante, SOKO Wismar und SOKO Köln. In der Familienserie Familie Dr. Kleist war sie 2013 und 2014 in vier Folgen als Schwester Pia zu sehen. Einen hohen Bekanntheitsgrad erlangte sie durch ihre Rolle der Paula Gabrian in der Sat.1-Serie Eine wie keine, die Hentschel von November 2009 bis September 2010 verkörperte.
Bereits 1993 sah man Regine Hentschel erstmals auf der Kinoleinwand in Hape Kerkelings Kein Pardon. Es folgte die Mitwirkung in weiteren Kinofilmen wie Mein Führer – Die wirklich wahrste Wahrheit über Adolf Hitler (2007), Die Friseuse und Der Ghostwriter (beide 2010).
Seit 2015 verkörpert sie in der ARD-Krimireihe Nord bei Nordwest die Rolle von Ellen Bleckmann, der Bestatterin in Schwanitz.
Regine Hentschel ist darüber hinaus als Coach, Profilerin und Dozentin in verschiedenen Bereichen tätig. Sie lebt in Berlin.

## Filmografie (Auswahl)
- 1993: Kein Pardon
- 2000: Hartes Brot (Kurzfilm)
- 2001: Großstadtrevier (Fernsehserie, Folge Künstlerpech)
- 2001: Alles für den Hund (Kurzfilm)
- 2002: Ritas Welt (Fernsehserie, Folge Der Absturz)
- 2004: SOKO Wismar (Fernsehserie, verschiedene Rollen, 2 Folgen)
- 2005: Der Brand
- 2006: Mein Leben & Ich (Fernsehserie, Folge Dick im Geschäft)
- 2006: Bloch: Die Wut (Fernsehreihe)
- 2007: Mein Führer – Die wirklich wahrste Wahrheit über Adolf Hitler
- 2008: Dr. Psycho – Die Bösen, die Bullen, meine Frau und ich (Fernsehserie, Folge Blumen, Gedichte und Arschlöcher)
- 2008: Die Anwälte (Fernsehserie, Folge Professionelle Distanz)
- 2009: Notruf Hafenkante (Fernsehserie, Folge Kais Entscheidung)
- 2009: Lenz
- 2009: Beutolomäus und die vergessene Weihnacht
- 2009–2010: Eine wie keine 7
- 2010: The Ghost Writer
- 2010: Cindy aus Marzahn und die jungen Wilden
- 2011: Beutolomäus und die Wunderflöte
- 2011: Schmidt & Schmitt – Wir ermitteln in jedem Fall
- 2013: Danni Lowinski (Fernsehserie, Folge Neue Männer)
- 2013: In aller Freundschaft (Fernsehserie, Folge Mütter)
- 2013, 2022: SOKO Köln (Fernsehserie, verschiedene Rollen, 2 Folgen)
- 2015: Die Dienstagsfrauen – Zwischen Kraut und Rüben
- 2015: Besuch für Emma
- 2016: Alles Klara (Fernsehserie, Folge König der Gartenzwerge)
- 2016: Mein Sohn, der Klugscheißer
- 2016: Sanft schläft der Tod
- 2016: Wir sind die Rosinskis
- 2018: Dreizehnuhrmittags
- 2019: Ein starkes Team: Eiskalt (Fernsehreihe)
- 2019: Beck is back! (Fernsehserie, Folge Die Kindesentführung)
- 2019: Stenzels Bescherung
- 2019: SOKO Potsdam (Fernsehserie, Folge Eine verhängnisvolle Affäre)
- seit 2019: Nord bei Nordwest → siehe Besetzung
- 2021–2022: Die Discounter (Fernsehserie, 2 Folgen)
- 2023: Bettys Diagnose (Fernsehserie, Folge Unter Beobachtung)
- 2023, 2025: WaPo Elbe (Fernsehserie, verschiedene Rollen, 2 Folgen)
- 2023: Tatort: Borowski und das unschuldige Kind von Wacken (Fernsehreihe)